# Ganggawang
Ganggawang is een bestuurslaag in het regentschap Brebes van de provincie Midden-Java, Indonesië. Ganggawang telt 1898 inwoners (volkstelling 2010).